# 변종길
변종길(卞鍾吉, 1941년 3월 16일 ~ , 부산광역시)은 대한민국의 정치인이다. 제31대 부산광역시 중구청장이다.

## 학력
- 토성국민학교 졸업
- 경남중학교 졸업
- 경남고등학교 졸업
- 성균관대학교 법정대학 행정학과 졸업

## 경력
- 남성초등학교 육성회장
- 동광초등학교 육성회장
- 덕원중학교 육성회장
- 해동고등학교 육성회장
- 남성여중학교 육성회장
- 토성초등학교 총동창회 부회장
- 경남고등학교 13회 동기회 회장
- 경남중학교 총동창회 부회장
- 경남고등학교 총동창회 부회장
- 부산 중구 라이온스클럽 전회장
- 국제라이온스협회 355A지구 부총재·총재고문
- 삼용화학공업주식회사 대표이사
- 대통령선거인 부산 중구 제3선거구 당선
- 사회정화협의회 부산 중구협의회 홍보분과위원장
- 부산직할시 중구청 정책자문위원회 간사
- 부산중부경찰서 선진질서추진위원회 위원장
- 중부소방서 의용소방대장
- 새마을운동 중구 지회장
- 광복로 상가번영회장
- 민주평화통일자문회의 자문위원 중구 부회장
- 1995.07 ~ 1998.06 제31대 부산광역시 중구청장(초선, 민주자유당)
- 광복점 새마을금고 이사장·남포점 새마을금고 이사장

## 수상
- 평화통일 정책자문회의 의장 대통령 표창
- 소방의 날 대통령 표창

## 역대 선거 결과
|  | 0% |

|  | 56.32% |

|  | 45.93% |

|  | 31.33% |